# Trần Dương (Bắc Tống)
Trần Dương (chữ Hán: 陈旸, 1064 – 1128), tự Tấn Chi, người huyện Mân Thanh, địa cấp thị Phúc Châu, Phúc Kiến, quan viên, nhà lý luận âm nhạc cuối đời Bắc Tống.

## Sự nghiệp
Anh trai của Dương là Trần Tường Đạo, trước tác Lễ thư, 150 quyển.
Năm Thiệu Thánh đầu tiên (1094), Dương trúng chế khoa Hiền lương phương chánh , được thụ chức Thuận Xương quân  Tiết độ sứ Thôi quan . Năm Kiến Trung Tĩnh Quốc đầu tiên (1101), Dương dâng Nhạ hành tập (ngày nay không còn), chủ trương khuyến khích nghiên cứu học thuật và cổ vũ trước thuật , được tiến làm Thái học bác sĩ, đổi làm Bí thư tỉnh chánh tự .
Dương tinh thông nhạc luật, trong năm này ông dâng lên Nhạc thư. Đây là trước tác chuyên đề về âm nhạc được biết đến sớm nhất của Trung Quốc, có nhiều sử liệu được đánh giá rất cao . Lễ Bộ thị lang Triệu Đĩnh Chi ca ngợi sách này "quán (liền lạc) xuyên (thông suốt) minh (sáng tỏ) bị (đầy đủ)", Dương xin dựa theo tiền lệ của anh trai Trần Tường Đạo mà được cấp giấy, bút . Dương được thăng làm Thái thường thừa , rồi được tiến làm Giá bộ viên ngoại lang , Giảng nghị tư Tham tường lễ nhạc quan.
Ngụy Hán Tân bàn về âm nhạc , dùng lý luận Nhị biến tứ thanh của Kinh Phòng ; Dương nói: "Ngũ thanh Thập nhị luật là chánh thống của nhạc. Nhị biến tứ thanh là sâu mọt của nhạc. Nhị biến lấy Biến Cung làm Quân, tứ thanh lấy Hoàng Chung Thanh làm Quân. Việc đến lúc làm, thì có thể Biến (thay đổi), nhưng Quân thì không thể Biến. Thái Thốc, Đại Lữ, Giáp Chung còn có thể Phân (chia lìa), nhưng Hoàng Chung thì không thể Phân. Há chẳng phải người xưa có ý nói bề trên không thể có 2  hay sao?"  Phần lớn dư luận ủng hộ Ngụy Hán Tân, nên đề nghị của Dương bị bãi truất. Nhưng hoàng đế ban thưởng cho lòng trung thành của Dương bằng việc thăng ông làm Hồng lư  Thái thường thiếu khanh, rồi lại thăng làm Lễ bộ thị lang.
Đầu niên hiệu Chánh Hòa (1111 – 1117), Dương dâng thư nói về muối – sắt, nghị luận không hợp nên rời chức, nhận hư hàm Hiển Mô các đãi chế, Đề cử Lễ Tuyền quan .
Năm thứ 3 (1113), Dương hồi hương. Năm Kiến Viêm thứ 2 (1128), Dương bệnh mất .

## Trước tác
Năm Kiến Trung Tĩnh Quốc đầu tiên (1101), Dương hoàn thành Nhạc thư, có 200 quyển : quyển 1 ÷ 95, dẫn lời của Tam lễ (Nghi lễ, Chu lễ, Lễ ký), Thi, Thư, Xuân Thu, Chu Dịch, Hiếu Kinh, Luận Ngữ, Mạnh Tử, thêm chú thích; quyển 96 trở đi thì luận thuật về Ngũ thanh Thập nhị luật và nhạc chương, nhạc vũ, tạp nhạc, bách hý  và âm nhạc dân gian các đời, lại ký thuật về các loại nhạc khí, phụ lục còn có nhạc đồ. Xem toàn văn tại đây.
Ngoài Nhạ hành tập, Dương còn trước tác Lễ ký giảng nghĩa 10 quyển, Mạnh tử giải nghĩa 14 quyển, Bắc giao tự điển 10 quyển, ngày nay đều không còn.

## Hậu thế ghi nhớ
Thời Càn Long nhà Thanh, Lễ thư của Trần Tường Đạo và Nhạc thư của Trần Dương được đưa vào Tứ khố toàn thư.
Hai anh em Dương đều nhờ lễ nhạc mà nổi danh, là những danh nhân văn hóa hiếm hoi của huyện Mân Thanh. Hiện nay huyện có Hội nghiên cứu văn hóa Trần Tường Đạo, Trần Dương và Website Văn hóa lễ nhạc Mân Thanh (http://www.mqlywh.com Lưu trữ ngày 14 tháng 4 năm 2021 tại Wayback Machine), với phần lớn nội dung là bài viết nghiên cứu về hai anh em Dương.